# William Thomas Smedley
Pour les articles homonymes, voir Smedley.
William Thomas Smedley, né le 26 mars 1858 dans le comté de Chester en Pennsylvanie et décédé le 26 mars 1920 à Bronxville dans l'état de New York aux États-Unis, est un peintre et un illustrateur américain.

## Biographie
William Thomas Smedley naît dans le comté de Chester en Pennsylvanie en 1858. Il débute comme journaliste avant de s'installer à Philadelphie ou il travaille dans une imprimerie le jour et étudie le soir à la Pennsylvania Academy of the Fine Arts sous la direction du peintre Thomas Eakins. 
En 1880, il s'installe à New York. Au cours de sa carrière, il illustre principalement des histoires de la vie moderne et courante dans des livres, des journaux et des magazines (notamment le Scribner's Magazine, le Harper's Magazine, le Harper's Weekly, le The Century Magazine et le Ladies' Home Journal), tout en peignant des portraits et des aquarelles. En 1882, il voyage à travers le Canada en compagnie du gouverneur général du Canada John Campbell en vue de réaliser des croquis pour l'ouvrage Picturesque Canada: The Country As It Was And Is. Quatre ans plus tard, il reçoit une commande similaire pour composer l'ouvrage The Picturesque Atlas of Australasia, ce qui l'amène à voyager en Australie, en Nouvelle-Zélande, en Inde, en Afrique du Nord et en Europe, ou il séjourne à Paris et étudie un temps sous la direction de Jean-Paul Laurens. 
De retour à New York, il y installe son studio et se spécialise dans la réalisation de portraits. En 1890, il reçoit le prix Evans de l'American Watercolor Society. En 1895, il s'installe à Bronxville. Il est lauréat d'une médaille de bronze lors de l'exposition universelle de Paris en 1900. En 1905, il devient membre de l'Académie américaine des beaux-arts.
Il décède à Bronxville dans l'état de New York en 1920. 
Ces œuvres sont notamment visibles ou conservées au Norman Rockwell Museum de Stockbridge, au Metropolitan Museum of Art de New York, à la National Gallery of Art et au Smithsonian American Art Museum de Washington, au Brontë Parsonage Museum d'Haworth et au musée des Beaux-Arts de San Francisco.

## Œuvres

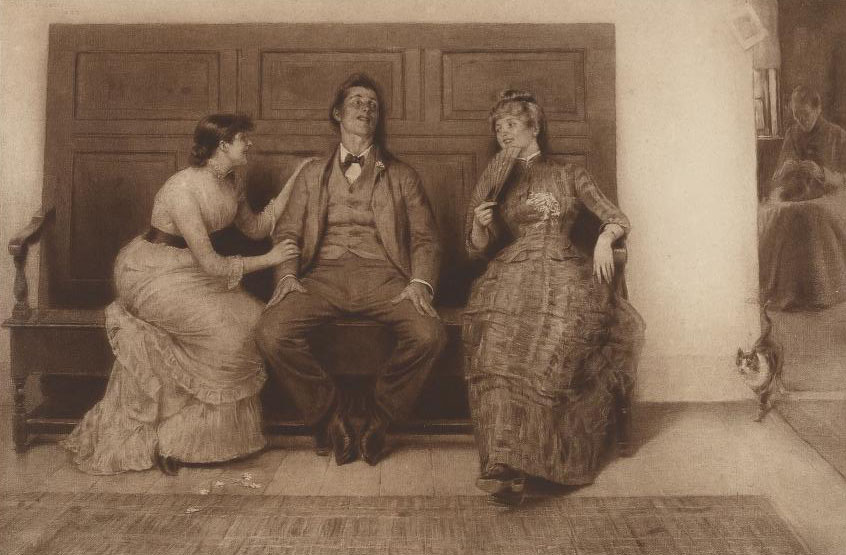
Embarrassment, 1883
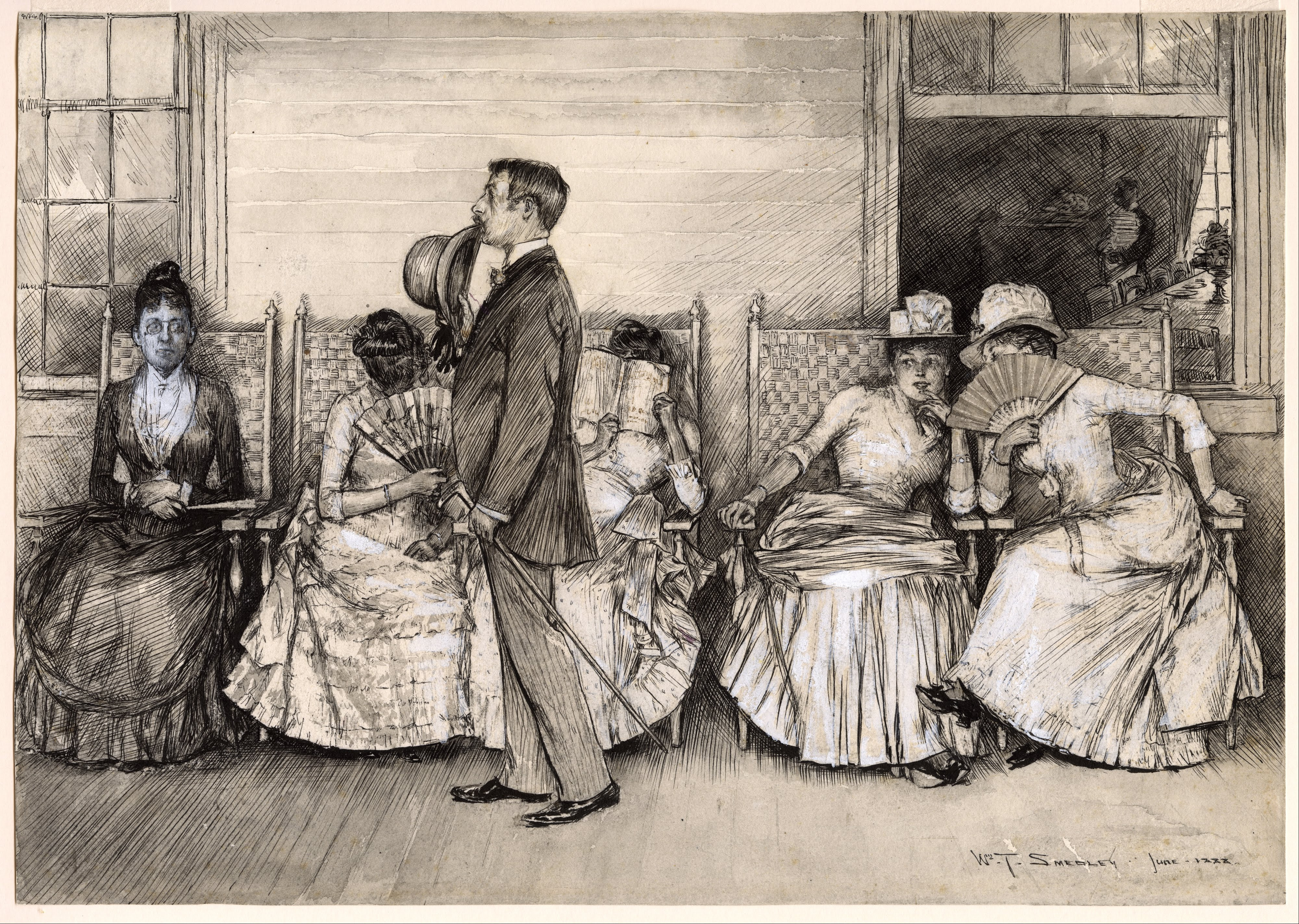
A Late Arrival, 1888, Norman Rockwell Museum
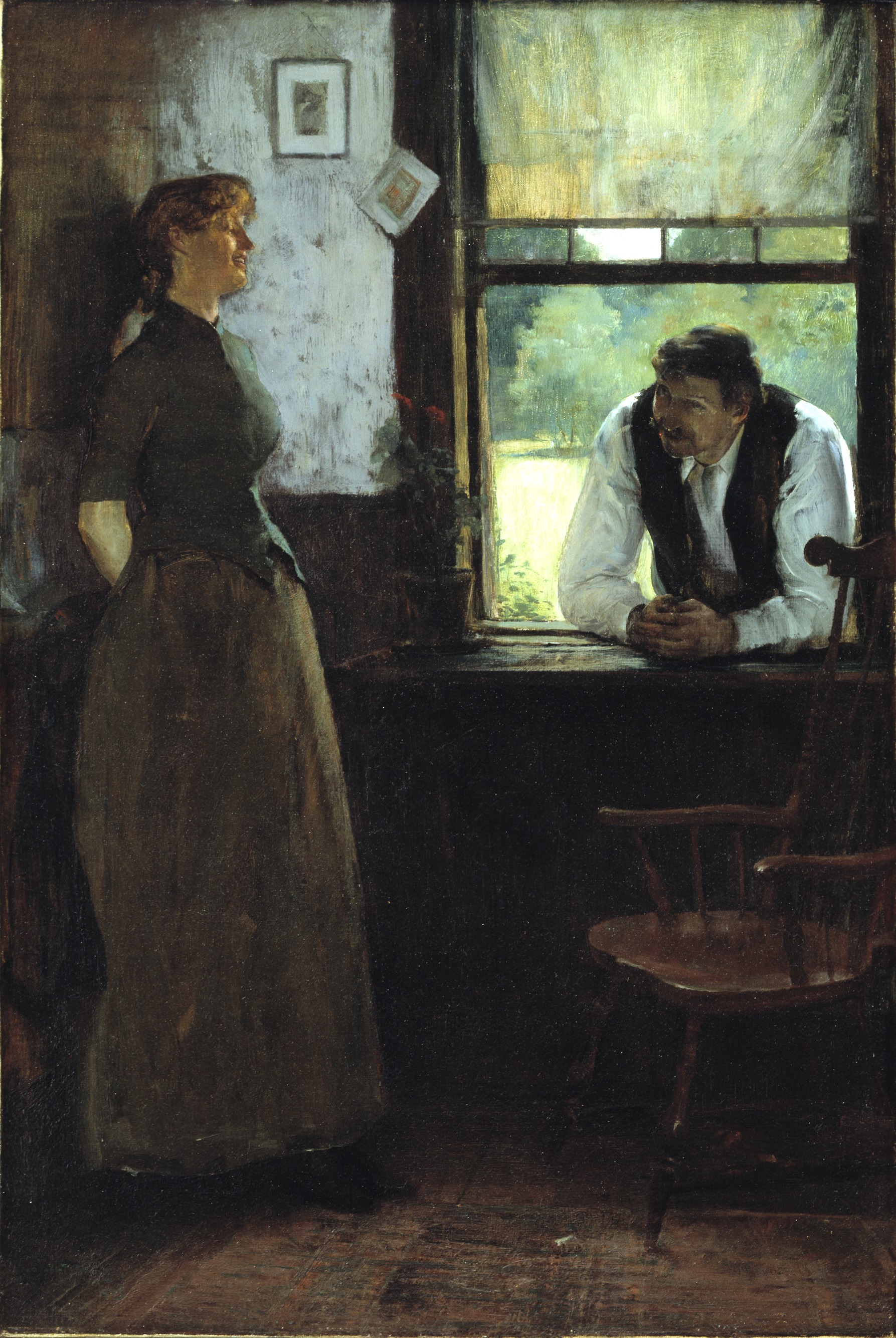
One Day in June, entre 1880 et 1885, Smithsonian American Art Museum
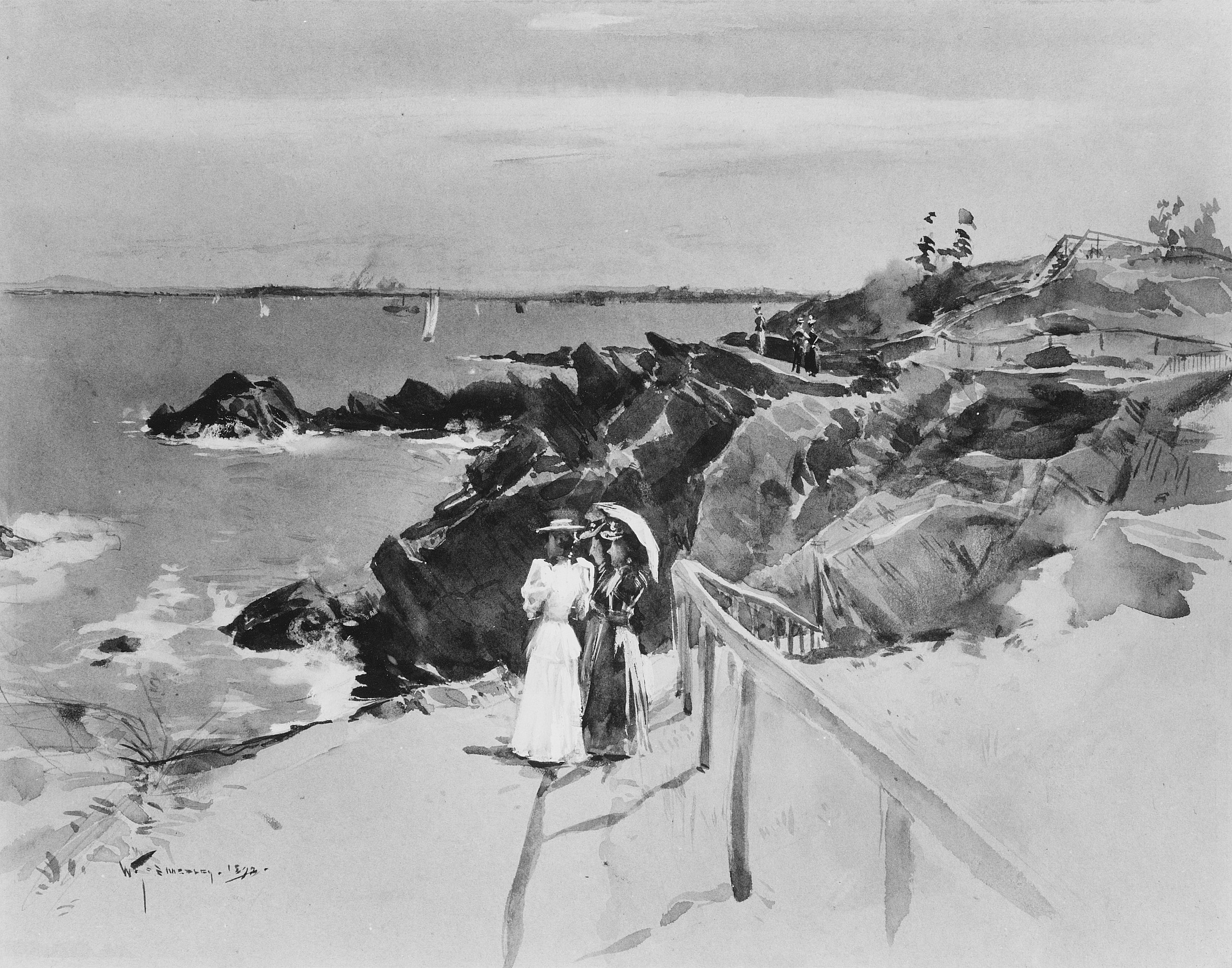
The Cliffs at Nahant, North Shore, Massachusetts, 1892, Metropolitan Museum of Art
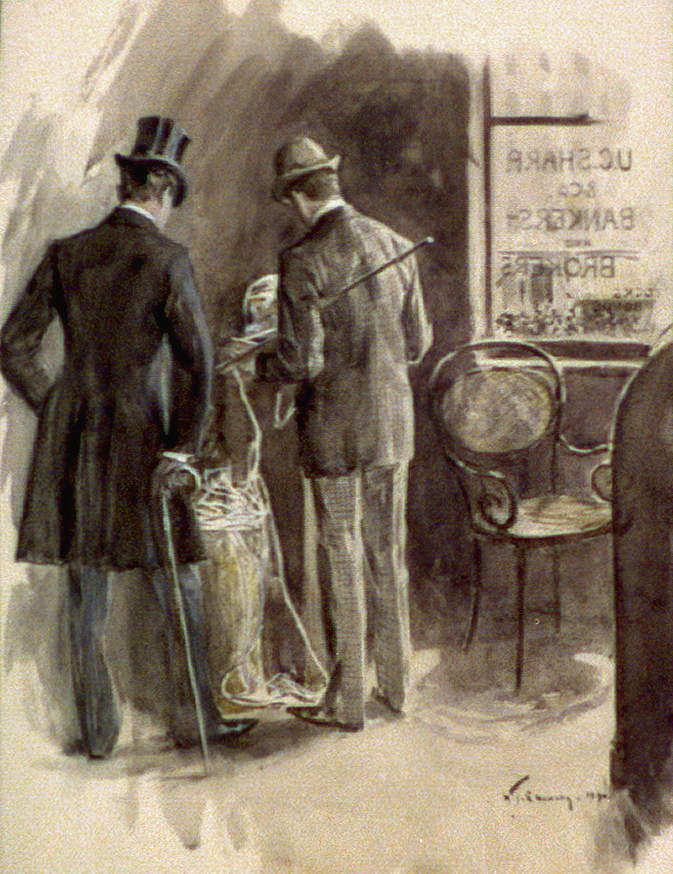
Men looking at ticker tape in broker's office, 1894